# خالد عبد عثمان الكبيسي

الصفحة الأولى من جريدة الجمهورية بتاريخ 8 آب 1979 ويظهر فيها خبر قرار حكم الإعدام بخالد عبد عثمان الكبيسي

خالد عبد عثمان الكبيسي هو سياسي عراقي، ولد في مدينة كبيسة في محافظة الأنبار عام 1940.
أكمل دراسته الأولية في كبيسة ثم درس في معهد المعلمين العالي في الرمادي، بعدها أكمل دراسته في كلية الحقوق في القاهرة، وانتمى إلى جبهة التحرير العربية عام 1970.
تقلد عدة مناصب في التعليم ثم عين لفترة مدير إدارة في الجامعة المستنصرية عام 1970. وفي نفس السنة، عين بمنصب مدير كهرباء المنطقة الشمالية في الدبس حتى عام 1973، ثم أصبح مدير المكتب الخاص لصدام حسين للفترة من 1973 إلى 1976.
بعدها عين محافظا لنينوى من عام 1976 إلى عام 1978، وشغل منصب قيادة فرع في حزب البعث العربي الاشتراكي، وبعدها شغل منصب وزير الدولة لشؤون الحكم الذاتي أو وزير الدولة للشؤون الكردية للفترة من 13 شباط 1978 حتى تموز 1979.
اعتقل إثر قضية قاعة الخلد مع إخوانه المقدم ركن عبد القادر عبد عثمان الكبيسي والمقدم ركن وهيب عبد عثمان الكبيسي مع محمد عايش حمد، فحكم عليه بالإعدام وأعدم في 8 آب 1979 إثر قضية قاعة الخلد. كما حكم على عبد القادر بالسجن خمس سنوات والبراءة وهيب وأفرج عنه لعدم توفر الأدلة.